# زاگاچیه (استان ووتسکی)
زاگاچیه (به لهستانی:  Zagacie) یک روستا در لهستان است که در گمینا پژدبوژ واقع شده‌است.